# عيد الميلاد مع الموتى (قصة قصيرة)
عيد الميلاد مع الموتى هي قصةٌ قصيرة عن كارثة الزومبي للمؤلف جو ريتشارد لونسديل. تتحدث القصة عن رجلٍ يدعى كالفن عقد العزم على الاحتفال بعيد الميلاد بالرغم من كونه الأنسان الوحيد المتبقي في بلدةٍ لا يسكُنها سوى الزومبي.نُشِرت هذه القصة القصيرة كَنسخة كتب قصصية صغيرة ذات إصدارٍ محدود وتم إقتباسها كفيلم

## ملخص القصة
كالفن (لم يتم ذِكر اسم العائلة) هو الناجي الوحيد من كارثة الزومبي في مدينة مود كريك شرق تكساس. قام بعزل نفسهِ محولاً منزله إلى حِصن منذ أن حولت عاصفة رعدية غريبة زوجته وابنته وكل شخص آخر في المدينة إلى زومبي قبل حوالي عامين. شعر كالفن بالملل لذلك قرر الاحتفال بعيد الميلاد والمغامرة بالخروج لجمع الزينة. وعندها بدأت الاحداث تتحول لتصبح كارثةً بشعة.

## الفيلم المقتبس
تم تحويل القصة القصيرة إلى فيلم في عام 2012.و تم تصوير الفيلم في منطقة شرق تكساس في صيف عام 2011. يُعرض الفيلم من بطولة براد مولي وداميان مافي وكاسي لانسديل في دُور المهرجانات السنمائية وفي العروض الخاصة. وتم إصداره على قرص DVD وهو متاحٌ عبر الإنترنت. 

## وصلات خارجية
- الموقع الرسمي للمؤلف
- مقابلة مع Joe R. Lansdale
- موقع PS للنشر
- اعلان الفلم
- معلومات الفيلم